# TT54
La tombe thébaine TT 54 est située à Cheikh Abd el-Gournah, dans la nécropole thébaine, sur la rive ouest du Nil, face à Louxor en Égypte.
C'est la sépulture de Houy, sculpteur d'Amon, ultérieurement usurpée par Kenro, prêtre de Khonsou.